# 髙坂峰子
髙坂 峰子（こうさか みねこ、1933年 - ）は、加藤峰子（旧姓）の名で活動した大阪府出身の女子プロ野球の元選手である。

## 終戦直後の女子プロ野球選手
- 大阪府出身。愛知県の瀬戸市立祖母懐小学校卒業。
- 終戦直後に人気を博した女子プロ野球の元選手。1950年に設立された日本女子野球連盟のプロ野球選手第1号[3]で、女子プロ野球・大阪ダイヤモンドの選手。17歳の時に入団。
- 高校在学中に女子プロ野球が出来ることを母親から聞き、入団テストを受け、見事合格。高校を中退して女子プロ野球の世界に飛び込み、そごう心斎橋本店のデパートガール兼選手として活躍[4]。髙坂はその後、約2年間で3球団に在籍。当時大阪に4球団あり、全国では25球団あった女子プロ野球。チームはオーナー個人のもので、資金が尽きたらそれで終わりという形だったため、女子プロ野球自体は短期間で活動終了となった。

## 現在
- 2009年時点で“大阪シルバーシスターズ[5]”でプレーしており、82歳にして現役。大阪シルバーシスターズは、髙坂が活躍をした当時の女子プロ野球で選手だった人たちが集まった。チームの平均年齢は79歳。月に3回練習。
- 2015年11月3日に東久邇宮文化褒賞を受賞した[6][7]。